# Arkadaksky (huyện)
Huyện Arkadaksky (tiếng Nga: ? райо́н) là một huyện hành chính tự quản (raion), của Chechnya, Nga. Huyện có diện tích 2224 km². Trung tâm của huyện đóng ở Arkadak.